# Gouvernement Cresson
Ve République
Gouvernement Michel Rocard II Gouvernement Pierre Bérégovoy
Le gouvernement Cresson est le gouvernement de la République française du 15 mai 1991 au 2 avril 1992. Troisième gouvernement du deuxième mandat du président de la République François Mitterrand, il est dirigé par Édith Cresson, seule femme à avoir dirigé un gouvernement français avant la nomination d'Élisabeth Borne en 2022.
Le gouvernement Cresson est le 22e gouvernement de la Ve République française.

## Contexte de formation

### Contexte économique
L'année 1991 est marquée par l'incertitude économique. Si les économistes prévoient que la bonne santé économique américaine et allemande tirera par le haut les exportations et les investissements français, la France traverse un passage à vide, accentué par l'attentisme des chefs d'entreprise et des investisseurs liés à la crise du Golfe.
Les dépenses fiscales françaises se raréfient du fait du ralentissement de l'activité. La diminution des rentrées des cotisations creuse le déficit de la Sécurité sociale, atteignant 30 milliards de francs environ.
Le chômage est reparti connaissant une aggravation soudaine en mai, pour atteindre le chiffre de 2,7 millions de sans-emploi, soit une augmentation de 8,3 % en un an. La création d'emploi est au plus bas, avec une chute de 20 % sur l'année passée. Le taux de croissance du PIB en volume, qui était de 4,3 % en 1988, au sommet du cycle conjoncturel, passe à 2,4 % en 1990. Les experts prévoient une croissance de 2 % en 1991, qui se révèle en fait être de 0,8 %.

### Choix des ministres
Le président François Mitterrand, après avoir hésité à nommer Premier ministre Robert Badinter, Roland Dumas et Édith Cresson, choisit cette dernière. Les arguments qui pèsent en sa faveur sont sa personnalité anti-technocrate, et donc inverse à celle de Michel Rocard, le fait que le président ait apprécié sa gestion ministérielle, et que, après avoir nommé le plus jeune Premier ministre de la Cinquième République, il ait voulu nommer la première femme à ce poste.
Du fait du poids du Président dans la Cinquième République, le Premier ministre ne dispose pas d'une liberté totale de nomination des membres du gouvernement. François Mitterrand impose Pierre Bérégovoy, Philippe Marchand et Roland Dumas dont Édith Cresson ne voulait pas, ainsi que Jean-Louis Bianco, pour le remercier de son travail en tant que secrétaire général de l'Élysée. Malgré sa proposition de nommer le fidèle d'entre les fidèles Pierre Bérégovoy gouverneur de la Banque de France, le président refuse, d'autant plus qu'il avait dépassé en 1990 l'âge limite de 65 ans pour être nommé à ce poste.
Édith Cresson essaie alors de scinder le Ministère de l'Économie et des Finances, et de confier les Finances à Dominique Strauss-Kahn, alors président de la commission des finances à l'Assemblée nationale. Toutefois, Cresson cède devant Bérégovoy et elle ne donne à Strauss-Kahn qu'un ministère délégué chargé de l'Industrie et du Commerce extérieur.
Lionel Jospin demande à conserver son ministère de l’Éducation nationale, selon lui parce qu'il souhaitait continuer son action, notamment le plan « Université 2000 », et selon Cresson, car ce ministère qui roulait désormais en pilotage automatique lui donnait le temps de s'occuper sa circonscription en vue des prochaines élections. Il refuse le maroquin d'un grand ministère des Affaires sociales que Cresson aurait créé pour lui. Le président accepte, mais refuse la nomination de Claude Allègre à un secrétariat d’État à l'Université, que Jospin réclamait, considérant Allègre comme trop proche de Michel Rocard. Le seul rocardien conservant un ministère est Louis Le Pensec. Michel Sapin, qui se considère comme un « rocardien proche de Mitterrand », devient ministre délégué à la Justice.
Édith Cresson obtient cependant l'entrée au gouvernement de Martine Aubry, auparavant directrice des relations sociales au sein de l'entreprise Pechiney. Aubry refuse ainsi une promotion de taille car le président Jean Gandois allait la nommer Directrice générale du groupe. Aubry s'était déjà illustrée en étant une des chevilles ouvrières des Lois Auroux.
Henri Emmanuelli, à qui Lionel Jospin rapporte que le Premier ministre pense à lui pour un secrétariat d'État au Commerce extérieur, refuse. Jean-Pierre Soisson est maintenu à la demande de François Mitterrand.

### Féminisation du gouvernement
Le gouvernement compte six femmes ministres : Martine Aubry, Edwige Avice, Frédérique Bredin, Élisabeth Guigou, Catherine Tasca et Véronique Neiertz, en plus d'Édith Cresson, elle-même Premier ministre.

### Coalition
Le gouvernement Édith Cresson est soutenu par une coalition gouvernementale de centre gauche, formée entre le Parti socialiste (PS) et le Mouvement des radicaux de gauche (MRG), qui dispose de 275 députés sur 577, soit 47,7 % des sièges de l'Assemblée nationale. La démission de Michel Rocard a provoqué le départ du centre droit du gouvernement. Édith Cresson n'est plus soutenue que par une coalition minoritaire au parlement, ce qui fragilise la politique gouvernementale du Premier ministre.

## Composition initiale
Édith Cresson est nommée le 15 mai 1991 et les membres du Gouvernement les 16 et 17 mai 1991.

### Premier ministre
| Image | Fonction         |  | Nom           | Parti |
| ----- | ---------------- |  | ------------- | ----- |
|       | Premier ministre |  | Édith Cresson | PS    |

### Ministres d'État
| Image | Fonction                                                                                |  | Nom                 | Parti  |
| ----- | --------------------------------------------------------------------------------------- |  | ------------------- | ------ |
|       | Ministre d'État, ministre de l'Éducation nationale                                      |  | Lionel Jospin       | PS     |
|       | Ministre d'État, ministre de l'Économie, des Finances et du Budget                      |  | Pierre Bérégovoy    | PS     |
|       | Ministre d'État, ministre des Affaires étrangères                                       |  | Roland Dumas        | PS     |
|       | Ministre d'État, ministre de la Fonction publique et de la Modernisation administrative |  | Jean-Pierre Soisson | UDF-PR |
|       | Ministre d'État, ministre de la Ville et de l'Aménagement du territoire                 |  | Michel Delebarre    | PS     |

### Ministres
| Image | Fonction                                                                   |  | Nom               | Parti |
| ----- | -------------------------------------------------------------------------- |  | ----------------- | ----- |
|       | Garde des Sceaux, ministre de la Justice                                   |  | Henri Nallet      | PS    |
|       | Ministre de la Défense                                                     |  | Pierre Joxe       | PS    |
|       | Ministre de l'Intérieur                                                    |  | Philippe Marchand | PS    |
|       | Ministre de la Culture et de la Communication Porte-parole du gouvernement |  | Jack Lang         | PS    |
|       | Ministre de l'Agriculture et de la Forêt                                   |  | Louis Mermaz      | PS    |
|       | Ministre des Affaires sociales et de l'Intégration                         |  | Jean-Louis Bianco | PS    |
|       | Ministre du Travail, de l'Emploi et de la Formation professionnelle        |  | Martine Aubry     | PS    |
|       | Ministre de l'Équipement, du Logement, des Transports et de l'Espace       |  | Paul Quilès       | PS    |
|       | Ministre de la Coopération et du Développement                             |  | Edwige Avice      | PS    |
|       | Ministre des Départements et Territoires d'outre-mer                       |  | Louis Le Pensec   | PS    |
|       | Ministre de la Recherche et de la Technologie                              |  | Hubert Curien     | DVG   |
|       | Ministre des Relations avec le Parlement                                   |  | Jean Poperen      | PS    |
|       | Ministre de la Jeunesse et des Sports                                      |  | Frédérique Bredin | PS    |
|       | Ministre de l'Environnement                                                |  | Brice Lalonde     | GÉ    |

### Ministres délégués
| Image | Fonction                                                | Ministre de rattachement                                             | Nom | Nom                    | Parti   |
| ----- | ------------------------------------------------------- | -------------------------------------------------------------------- | --- | ---------------------- | ------- |
|       | Ministre délégué au Budget                              | Ministre d'État, ministre de l'Économie, des Finances et du Budget   |     | Michel Charasse        | PS      |
|       | Ministre délégué à l'Industrie et au Commerce extérieur | Ministre d'État, ministre de l'Économie, des Finances et du Budget   |     | Dominique Strauss-Kahn | PS      |
|       | Ministre délégué au Commerce et à l'Artisanat           | Ministre d'État, ministre de l'Économie, des Finances et du Budget   |     | François Doubin        | MRG     |
|       | Ministre délégué aux Postes et Télécommunications       | Ministre d'État, ministre de l'Économie, des Finances et du Budget   |     | Jean-Marie Rausch      | DVD     |
|       | Ministre déléguée aux Affaires européennes              | Ministre d'État, ministre des Affaires étrangères                    |     | Élisabeth Guigou       | PS      |
|       | Ministre déléguée à la Francophonie                     | Ministre d'État, ministre des Affaires étrangères                    |     | Catherine Tasca        | PS      |
|       | Ministre délégué                                        | Garde des Sceaux, ministre de la Justice                             |     | Michel Sapin           | PS      |
|       | Ministre délégué à la Communication                     | Ministre de la Culture et de la Communication                        |     | Georges Kiejman        | PS      |
|       | Ministre délégué à la Santé                             | Ministre des Affaires sociales et de l'Intégration                   |     | Bruno Durieux          | UDF-CDS |
|       | Ministre délégué au Tourisme                            | Ministre de l'Équipement, du Logement, des Transports et de l'Espace |     | Jean-Michel Baylet     | MRG     |

### Secrétaires d'État
| Image | Fonction                                                                   | Ministre de rattachement                                                   | Nom | Nom                 | Parti |
| ----- | -------------------------------------------------------------------------- | -------------------------------------------------------------------------- | --- | ------------------- | ----- |
|       | Secrétaire d'État chargé des Anciens combattants et des Victimes de guerre | Secrétaire d'État chargé des Anciens combattants et des Victimes de guerre |     | Louis Mexandeau     | PS    |
|       | Secrétaire d'État chargé de l'Enseignement technique                       | Ministre d'État, ministre de l'Éducation nationale                         |     | Jacques Guyard      | PS    |
|       | Secrétaire d'État chargé de l'Action humanitaire                           | Ministre d'État, ministre des Affaires étrangères                          |     | Bernard Kouchner    | DVG   |
|       | Secrétaire d'État chargé des Affaires étrangères                           | Ministre d'État, ministre des Affaires étrangères                          |     | Alain Vivien        | PS    |
|       | Secrétaire d'État chargé de la Ville et de l'Aménagement du territoire     | Ministre d'État, ministre de la Ville et de l'Aménagement du territoire    |     | André Laignel       | PS    |
|       | Secrétaire d'État chargé de la Défense                                     | Ministre de la Défense                                                     |     | Jacques Mellick     | PS    |
|       | Secrétaire d'État chargé des Collectivités locales                         | Ministre de l'Intérieur                                                    |     | Jean-Pierre Sueur   | PS    |
|       | Secrétaire d'État chargé des Grands travaux                                | Ministre de la Culture et de la Communication                              |     | Émile Biasini       | SE    |
|       | Secrétaire d'État chargé des Affaires sociales et de l'Intégration         | Ministre des Affaires sociales et de l'Intégration                         |     | Kofi Yamgnane       | PS    |
|       | Secrétaire chargé de la Famille et des Personnes âgées                     | Ministre des Affaires sociales et de l'Intégration                         |     | Laurent Cathala     | PS    |
|       | Secrétaire d'État chargé des Handicapés et Accidentés de la vie            | Ministre des Affaires sociales et de l'Intégration                         |     | Michel Gillibert    | SE    |
|       | Secrétaire d'État chargée des Droits des femmes                            | Ministre du Travail, de l'Emploi et de la Formation professionnelle        |     | Véronique Neiertz   | PS    |
|       | Secrétaire d'État chargé du Logement                                       | Ministre de l'Équipement, du Logement, des Transports et de l'Espace       |     | Marcel Debarge      | PS    |
|       | Secrétaire d'État chargé des Transports routiers et fluviaux               | Ministre de l'Équipement, du Logement, des Transports et de l'Espace       |     | Georges Sarre       | PS    |
|       | Secrétaire d'État chargé de la Mer                                         | Ministre de l'Équipement, du Logement, des Transports et de l'Espace       |     | Jean-Yves Le Drian  | PS    |
|       | Secrétaire d'État chargé du Commerce extérieur                             | Ministre délégué à l'Industrie et au Commerce extérieur                    |     | Jean-Noël Jeanneney | DVG   |

## Ajustements et remaniement

### Ajustements du 25 mai 1991
Le 25 mai 1991, deux modifications de portefeuille sont effectuées :
- François Doubin, ministre délégué au Commerce et à l'Artisanat, devient ministre délégué à l'Artisanat, au Commerce et à la Consommation.
- Véronique Neiertz, secrétaire d'État aux Droits des femmes, devient secrétaire d'État aux Droits des femmes et à la Vie quotidienne.

### Rectificatifs publiés le 4 juin 1991
Deux rectificatifs aux décrets des 16 et 17 mai 1991 sont publiés au JO du 4 juin 1991 et sont relatifs aux intitulés de deux portefeuilles :
- La fonction de Ministre de la Fonction publique et de la Modernisation administrative est rectifié en Ministre de la Fonction publique et de la Modernisation de l'administration[8] ;
- La fonction de Secrétaire d'État chargé des Anciens combattants est rectifié en Secrétaire d'État chargé des Anciens combattants et des Victimes de guerre[9].

### Ajustement du 22 juillet 1991
Le 22 juillet 1991, une modification de portefeuille est effectuée :
- Laurent Cathala, secrétaire d'État à la Famille et aux Personnes âgées devient secrétaire d'État à la Famille, aux Personnes âgées et aux Rapatriés.

### Remaniement du 28 mars 1992
Jean-Pierre Soisson est élu président de la région Bourgogne. Certains pensent qu'il a été élu avec les voix du Front national qui ne dément pas. Le 28 mars 1992 Jean-Pierre Soisson démissionne du gouvernement.

## Répartition partisane
| Parti                       | Parti                            | Premier ministre | Ministres d'État | Ministres | Ministres délégués | Secrétaires d'État | Total |
| --------------------------- | -------------------------------- | ---------------- | ---------------- | --------- | ------------------ | ------------------ | ----- |
| Répartition le 17 mai 1991  | Répartition le 17 mai 1991       | 1                | 5                | 14        | 10                 | 16                 | 46    |
|                             | Parti socialiste                 | 1                | 4                | 12        | 6                  | 12                 | 35    |
|                             | Association des démocrates       |                  | 1                |           | 1                  |                    | 2     |
|                             | Divers gauche                    |                  | 1                |           | 2                  | 3                  |       |
|                             | Génération écologie              |                  | 1                |           |                    | 1                  |       |
|                             | Mouvement des radicaux de gauche |                  |                  | 2         |                    | 2                  |       |
|                             | Divers droite                    |                  |                  | 1         |                    | 1                  |       |
|                             | Sans étiquette                   |                  |                  |           | 2                  | 2                  |       |
|                             |                                  |                  |                  |           |                    |                    |       |
| Répartition le 2 avril 1992 | Répartition le 2 avril 1992      | 1                | 4                | 14        | 10                 | 16                 | 45    |
|                             | Parti socialiste                 | 1                | 4                | 12        | 6                  | 12                 | 35    |
|                             | Divers gauche                    |                  |                  | 1         |                    | 2                  | 3     |
|                             | Génération écologie              |                  | 1                |           |                    | 1                  |       |
|                             | Mouvement des radicaux de gauche |                  |                  | 2         |                    | 2                  |       |
|                             | Association des démocrates       |                  |                  | 1         |                    | 1                  |       |
|                             | Divers droite                    |                  |                  | 1         |                    | 1                  |       |
|                             | Sans étiquette                   |                  |                  |           | 2                  | 2                  |       |

## Actions

### Politique industrielle et de l'emploi
Constatant l'écart entre la production de diplômés en France chaque année et les besoins du marché du travail, Édith Cresson lance en septembre 1991 une politique visant à doubler les effectifs des formations en alternance sur les cinq prochaines années. Il y a alors 230 000 jeunes en apprentissage.
La ministre tente de remettre en place une politique industrielle forte. Le secteur industriel est en déclin en France, étant passé de 5,4 millions de salariés en 1982 à 4,7 dix ans plus tard.
Un différend oppose dès 1991 entre Matignon et Bercy sur le relèvement du SMIC : si Michel Rocard avait promis une hausse de 2,3 % par an sur les années suivantes, Bérégovoy et Bercy pèsent de tout leur poids pour que la hausse ne soit que d'1,7 %, conformément au mode de calcul habituel de la hausse du SMIC, arguant qu'en période de ralentissement conjoncturel, il faut stabiliser le coût du travail et non l'augmenter, au risque de créer du chômage. Bérégovoy met sa démission en jeu, ce qui fait chuter l'indice du CAC 40 à la Bourse de Paris le 14 et le 18 juin.
Martine Aubry propose un plan appelé « Mobilisation générale pour l'emploi », qui redéfinit le rôle des préfets, en les chargeant de recenser les besoins des entreprises en travailleurs, ainsi que celui de l'Agence nationale pour l'emploi, qui doit désormais se coordonner avec les chefs d'entreprise pour définir leurs besoins en main d’œuvre.
Édith Cresson s'attache à lutter contre les corporatismes et conservatismes qui font selon elle les maux de la France. Elle contraint les médecins à s'associer à une politique de maîtrise des dépenses : celles en lien avec la médecine doublent tous les neuf ans et creusent le trou de la Sécurité sociale. Les accords signés en décembre, conclus entre l'Etat et les ambulanciers, les infirmières libérales, les cliniques privées et les biologistes, permettent de limiter les dépenses de santé. Elle essaie de lutter contre le corporatisme énarque en délocalisant l'École nationale d'administration à Strasbourg. Le 7 novembre 1991, le gouvernement, considérant le centralisme parisien comme un fléau, et remarquant qu'un fonctionnaire coûte sept fois plus cher à Paris qu'en région, annonce la délocalisation de 2 500 emplois de la fonction publique en-dehors de la capitale. Elle poursuit cette action en janvier 1992, où elle annonce une deuxième décentralisation des services publics, touchant cette fois-ci 7 000 emplois. Fin 1991, elle annonce une réforme du statut des dockers, menée par Jean-Yves Le Drian, qui étaient protégés depuis 1947 par une loi très protectrice mais qui minait la compétitivité des ports français. Les négociations repoussent le vote de la loi au 15 mai 1992.

### Politique fiscale
Le premier enjeu auquel s'attaque le gouvernement Cresson est le rééquilibrage des comptes de la Sécurité sociale, dont le déficit s'élève à environ 30 milliards de francs. Jean-Louis Bianco propose une hausse de la CSG instaurée un an plus tôt par le gouvernement Rocard, mais le président se montre réticent. Pierre Bérégovoy et Michel Charasse proposent un relèvement du forfait hospitaliser, une réduction des indemnités journalières en cas de maladie, et une nouvelle franchise sur les médicaments, ce à quoi la ministre du Travail Martine Aubry s'oppose, considérant ces mesures comme « politiquement suicidaires ». Édith Cresson tranche en faveur d'une augmentation de 0,9 % des cotisations maladie et un relèvement du forfait hospitalier. Ce dispositif devait rapporter 8 milliards de francs en 1991 puis 23 en 1992, et est adopté en Conseil des ministres le 12 juin 1991.
Édith Cresson utilise également la procédure d'engagement de responsabilité (communément appelée 49.3) pour faire voter un train de mesures d'économies et de nouvelles recettes fiscales dans un projet de loi appelé « DDOEF » (diverses dispositions d'ordre économique et financier). La loi devait générer 11 milliards de francs de recettes nouvelles en actant, dans le cadre du processus d'harmonisation de la fiscalité européenne, une hausse de la TVA sur les agences de voyages françaises et sur les fleurs.
Le Premier ministre et Dominique Strauss-Kahn réussissent à convaincre le président Mitterrand d'abandonner sa politique du « ni nationalisation, ni privatisation ». La vente partielle d'Elf Aquitaine et de Bull génère 5,6 milliards de francs de recettes.

### Politique extérieure
Le gouvernement gère tant bien que mal la venue de Georges Habache, fondateur de l'Organisation de libération de la Palestine, qui provoque un véritable scandale politique en France. Édith Cresson et le président limogent le Secrétaire général du ministère des Affaires étrangères, François Scheer, ainsi que plusieurs directeurs de cabinet.

### Action parlementaire
Le gouvernement Cresson a engagé 8 fois la procédure d'engagement de responsabilité (dit 49.3) sur 4 textes différents (3 lois à caractère budgétaire ou financier et la loi sur l'Agence du Médicament). Ces engagements donnent lieu à 2 motions de censure (en juin et octobre 1991) qui n'atteignent pas le nombre de voix suffisantes pour renverser le gouvernement.

#### Lois principales
- loi d'orientation pour la ville (LOV) no 91-662 du 13 juillet 1991 ;
- loi relative aux recherches sur la gestion des déchets radioactifs, dite loi Bataille, no 91-1381 du 30 décembre 1991 ;
- loi du 3 janvier 1992 sur l'eau no 92-3.

## Analyse de la popularité
Édith Cresson reste un Premier ministre peu populaire tout au long de son mandat.
En 1991, 18 % de Français s'en montrent satisfaits, et 35 % seulement lui font confiance, ce qui est un record sous la Ve République pour un Premier ministre en exercice. Selon la SOFRES, les motifs principaux de mécontentement sont sa hausse des cotisations de Sécurité sociale, sa gestion de la violence dans les banlieues, et son langage. Ceux qui se déclarent satisfaits de son action soulignent ses positions fermes sur l'immigration clandestine, qu'elle veut en application de la loi Joxe d'août 1989.
Dans la deuxième moitié de 1991, des grandes grèves paysannes qui secouent la France et qui revendiquent l'abandon du projet de réforme de la politique agricole commune et des mesures contre l'arrivée de viande bovine bon marché venue d'Europe de l'Est. Sa politique de décentralisation des emplois publics provoque également des contestations.
Son mandat est marqué par une grande désorganisation de l'action gouvernementale qui conduit à une cacophonie complète, sur fond de fronde politique à l'Assemblée nationale de la part du groupe socialiste. Les ministres sont excédés par la mainmise du directeur de cabinet d'Édith Cresson, Abel Farnoux, qui fait et défait les initiatives des différents ministères.

## Démission du gouvernement

### Déroute du Parti socialiste et fronde des députés
Si le président Mitterrand soutient son Premier ministre pendant les huit premiers mois de son mandat, il se rend compte que le groupe socialiste à l'Assemblée ne la soutient plus, et reçoit des plaintes de plusieurs ministères à l'encontre d'Édith Cresson. Alors qu'il considérait jusque vers décembre 1991 qu'il fallait lui donner du temps pour solder l'héritage de son prédécesseur Michel Rocard et affronter le machisme politique français, François Mitterrand fait évoluer sa position et décide en décembre de la garder jusqu'aux élections régionales de mars 1992.
La déroute du Parti socialiste à ces élections (son score n'a jamais été aussi faible depuis 1971) pousse de plus en plus de députés et hiérarques du parti à demander publiquement le départ de Cresson. Le 25 mars, le maire de Nantes Jean-Marc Ayrault accorde un entretien à l'Agence France-Presse où il demande au Président de changer de Premier ministre et de gouvernement, ce qui est une première pour un maire d'une ville importante de France. Édith Cresson est persuadée d'être reconduite, et envisage un remaniement gouvernemental pour écarter les « éléphants », c'est-à-dire les ministres de la vieille garde de Mitterrand (Dumas, Bérégovoy, Lang...), et faire entrer des jeunes socialistes. Il refuse.

### Le choix du limogeage et du successeur
François Mitterrand approche Jacques Delors, alors très populaire, pour sonder son envie d'être Premier ministre. Il lui avait déjà proposé en 1983, mais il avait demandé de cumuler le poste de Premier ministre et celui de ministre des Finances, comme Raymond Barre en 1976, ce que le président avait refusé. Lors de leur rencontre, Delors fait comprendre à Mitterrand que Felipe González et Helmut Kohl lui ont conseillé de ne pas abandonner son poste alors que l'Europe va bientôt plonger dans une récession et qu'il ne resterait que très peu de temps à Matignon. Il conseille au président de faire appel à Pierre Bérégovoy.
Le président a du mal à se séparer d'Édith Cresson, d'autant plus que la durée de son mandat, moins d'un an, est un aveu d'échec. Il la reçoit le lundi 30 mars dans son bureau, et discute une heure avec elle. Elle était venue avec une lettre de démission, mais Mitterrand ne lui demande rien. Il la convoque à nouveau le 1er avril, sans lui en parler. Le soir, il l'appelle vers 20h et lui demande sa démission. Elle vient déposer sa lettre de démission le 2 avril 1992. Pierre Bérégovoy lui succède à ce poste.
Édith Cresson est l'une des personnes restées le moins longtemps à ce poste sous la Cinquième République après Bernard Cazeneuve en 2017 : elle est restée 323 jours, du 15 mai 1991 au 2 avril 1992.